# 伸太郎の“A PLACE IN THE SUN”
伸太郎の“A PLACE IN THE SUN”（しんたろうのあぷれいすいんざさん）は、2012年4月2日から同年9月24日までTBSラジオで放送されていた、シンガーソングライターの伸太郎がパーソナリティを務めるトーク&音楽番組である。

## 概要
山梨県出身のシンガーソングライターである伸太郎によるミニ番組。伸太郎によるトークと音楽で進行する。
また、番組中では山梨県の情報なども織り交ぜて放送していた。